# تخم‌مرغ‌دان

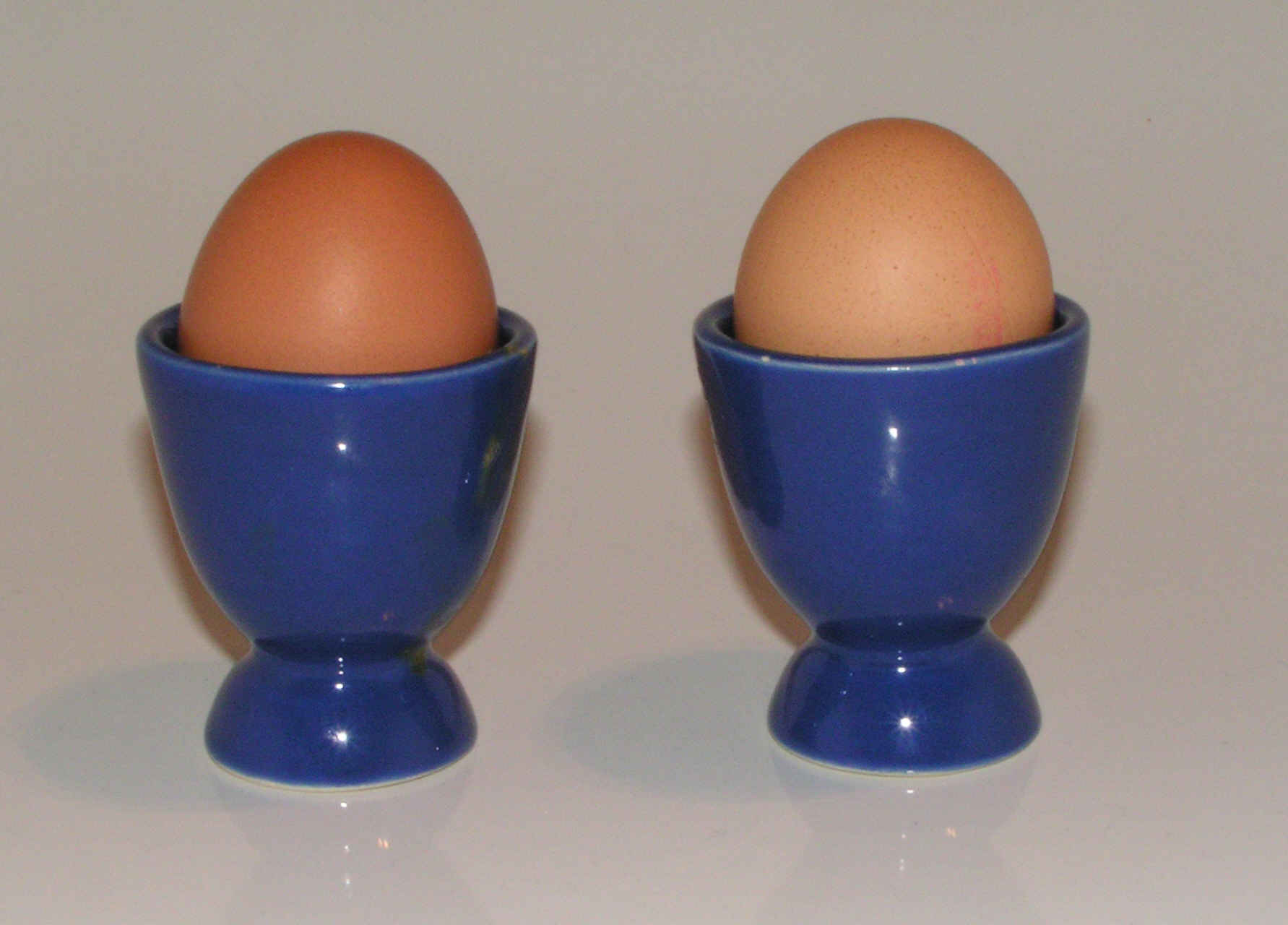
نوع سفالی

تخم‌مرغ‌دان یا فنجان تخم‌مرغ ظرفی است که به منظور نگهداری و سرو تخم‌مرغ آب‌پز (پوست نکنده) به‌خصوص در دنیای غرب مورد استفاده قرار می‌گیرد. تخم‌مرغ‌دان‌ها دارای یک جای مقعر به سمت بالا هستند که تخم‌مرغ را با پوسته‌اش در آن می‌گذارند و سرو می‌کنند. جنس این ظرف‌ها ممکن است چوبی، فلزی، سفالی، شیشه‌ای و غیره باشد.
تخم‌مرغ‌دان‌های لوکس از جنس نقره در ویرانه‌های شهر باستانی پمپئی در ایتالیا یافت شده‌اند.